# ガージュ
ガージュ（gage）は、佐賀県唐津市に本店を置く株式会社髙山質店（たかやましちてん）が運営する質屋である。

## 広報活動
キャッチコピーは「頼れる質屋さん ガージュ」。
店舗は佐賀県内5店舗と長崎県に1店舗ある。イメージキャラクターにアイドルグループ・LinQの桃咲まゆ（佐賀県佐賀市出身）を起用して“広報部員”の肩書でCMに出演している。
『LinQ桃まゆのもふもふシテ質屋!?』というミニ番組がサガテレビで毎週水曜日の21:54〜22:00に放送されている。また同名タイトルのラジオ番組がNBCラジオ佐賀とエフエム佐賀で放送されている。番組内容は、質屋の使い方などを桃咲がLinQのメンバーとともに紹介するというもの。